# آخرین رسوایی
آخرین رسوایی (به انگلیسی: Last Scandal؛ کره‌ای: 내 생애 마지막 스캔들) یک مجموعه تلویزیونی کره جنوبی در سال ۲۰۰۸ با بازی چوی جین شیل، جونگ جون هو، جونگ وونگ این و بیون جونگ سو است. این مجموعه از ۸ مارس تا ۲۷ آوریل ۲۰۰۸، روزهای شنبه و یکشنبه ساعت ۲۱:۴۰ (کی‌اس‌تی) از ام‌بی‌سی برای ۱۶ قسمت پخش شد.
آخرین رسوایی یک مجموعه کمدی رمانتیک دربارهٔ زنی ۳۹ ساله خانه‌دار است که پس‌از طلاقی دردناک، عاشق یک بازیگر تاپ می‌شود. این مجموعه دارای آمار بینندگان متوسطی بود و قسمت پایانی آن به آمار ۱۹٫۵٪ رسید.